# Wolfsgraben
Wolfsgraben is een gemeente in de Oostenrijkse deelstaat Neder-Oostenrijk, gelegen in het district Sankt Pölten-Land (PL). De gemeente heeft ongeveer 1400 inwoners.

## Geografie
Wolfsgraben heeft een oppervlakte van 17,34 km². Het ligt in het noordoosten van het land, vlak bij de hoofdstad Wenen.
Van 1 januari 1956 tot en met 31 december 2016 hoorde Wolfsgraben bij het district Wien-Umgebung (WU). Dit district werd per 1 januari 2017 opgeheven en sinds deze datum hoort de gemeente Wolfsgraben bij het district Sankt Pölten-Land (PL).
Ebergassing · Fischamend · Gablitz · Gerasdorf bei Wien · Gramatneusiedl · Himberg · Klein-Neusiedl · Klosterneuburg · Lanzendorf · Leopoldsdorf · Maria Lanzendorf · Mauerbach · Moosbrunn · Pressbaum · Purkersdorf · Rauchenwarth · Schwadorf · Schwechat · Tullnerbach · Wolfsgraben · Zwölfaxing
- Gemeinsame Normdatei: 4809907-7
- MusicBrainz: 66cdfb88-138c-4346-8e9c-4e760d7cabde
- Virtual International Authority File: 246983935